# Dinastia Přemyslid
Přemyslid (în cehă Přemyslovci, în germană Premysliden, în poloneză Przemyślidzi) a fost o dinastie regală boemă (cehă) care a domnit în Boemia și Moravia (din secolul al IX-lea până în 1306) și, parțial, de asemenea, în Ungaria, Silezia, Austria și Polonia. Ulterior, Casa de Luxemburg (1310-1437) a revendicat dreptul de a stăpâni coroana Boemiei datorită relației cu membrii dinastiei Přemyslid. Casa de Habsburg (1526-1918) a revendicat dreptul la coroană datorită relației acesteia cu toate celelalte dinastii anterioare, inclusiv cu dinastia Přemyslid.

## Originile și dezvoltarea dinastiei Přemyslid
Începuturile dinastiei datează din secolul al IX-lea atunci când membrii familiei Přemyslid stăpâneau un mic teritoriu din jurul Pragăi, populat de tribul ceh al slavilor vestici. Ei s-au întins treptat către alte teritorii și au cucerit regiunea Boemia, situată în bazinul Boemiei unde nu era amenințată de expansiunea Imperiului Franc. Primul duce Premyslid menționat istoric documentat a fost Bořivoj I (867). În secolul următor, Přemyslizii au domnit, de asemenea, peste Silezia și au fondat orașul Wrocław (în germană Breslau), derivat de la numele ducelui boem Vratislau I, tatăl Sfântului Venceslau. Sub domnia prințului Boleslau I cel Crud (935) și a fiului său, Boleslau al II-lea cel Pios (972), Přemyslizii au stăpânit teritoriul pe care se află astăzi statul Belarus. Ei au controlat importante rute comerciale. În acest timp, teritoriile cehe și Praga au devenit un spațiu comercial important în care s-au stabilit comercianți din toată Europa, inclusiv mulți evrei, după cum a menționat în 965 negustorul și călătorul hispano-evreu Ibrahim ibn Ya'qub. El a scris „Praga este un oraș din piatră, cel mai bogat dintre toate statele de la nord de Alpi”. După o dezvoltare importantă, cu toate acestea, luptele interne din cadrul familiei au determinat un declin al puterii politice și, în 1002, regele polonez Boleslav cel Viteaz a ocupat Praga. Boleslau al III-lea, fiul lui Boleslau al II-lea, a fugit din Boemia, acesta fiind începutul unei perioade de zeci de ani de confuzie și anarhie.
Declinul s-a încheiat în timpul domniei lui Bretislau I, nepotul lui Boleslau al II-leaI. El, a jefuit Polonia, inclusiv orașele Cracovia și Varșovia (1038), de unde a luat moaștele Sf. Adalbert. El a obținut înființarea arhiepiscopiei de Praga, precum și un titlu regal. Fiul și succesorul său Vratislau al II-lea a devenit primul rege al Boemiei în 1085.
Fiul lui Vratislau, Sobeslau I, a distrus armata imperială a regelui Lothar III-lea în Bătălia de la Chlumec în 1126. Acest lucru a permis o întărire mai mare a puterii politice a Bohemiei ce a atins apogeul în timpul domniei nepotului lui Vratislau, regele Vladislav al II-lea (1158). Vladislav al II-lea a fondat mai multe mănăstiri și a construit primul pod de piatră peste râul Vltava. Acesta a fost unul dintre cele mai vechi poduri de piatră din Europa Centrală și de Nord. Dar luptele interne au dus din nou la declinul dinastiei Přemyslid. Mai mulți conducători din cadrul dinastiei au alternat pe tronul Boemiei, determinând sărăcirea țării. După ce a ajuns pe tron, Ottokar I a inițiat o serie de schimbări care au scos Boemia din criză și a început o perioadă de succes , care a durat timp de aproape 220 de ani.

## La apogeul puterii sale

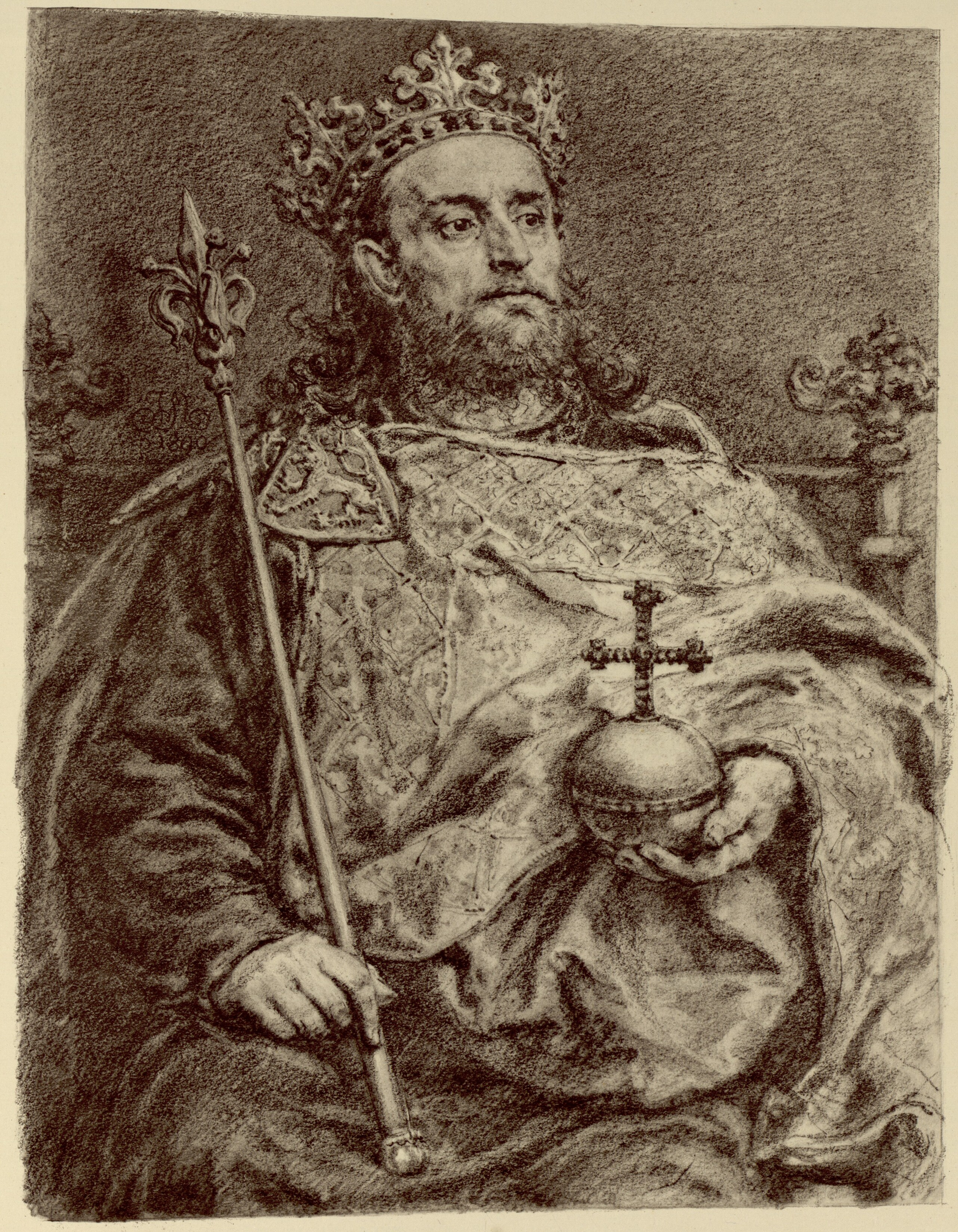
Membru al dinastiei Přemyslid: regele Venceslau al II-lea. Desen de Jan Matejko

Ottokar I a fost ales rege în anul 1198 și a primit un titlu regal ereditar. Astfel a început o creștere semnificativă a puterii dinastiei Přemyslid. Regele Venceslau I, fiul lui Ottokar, a anexat Austria (1236), unde avea loc o mare dezvoltare urbană și meșteșugărească.
În cea de-a doua jumătate a secolului al XIII-lea, Přemyslid a fost una dintre cele mai puternice dinastii din Europa Centrală. Regele Ottokar al II-lea, fiul lui Venceslau I, a câștigat porecla de "Regele de Fier și de Aur" din cauza puterii sale militare și a bogăției. După mai multe războaie victorioase cu Regatul Ungariei, el a dobândit Austria, Stiria, Carintia și Carniola, extinzând astfel teritoriul boem până la Marea Adriatică. Ei au fost atât de puternici, încât regele Ottokar al II-lea aspira la coroana imperială a Sfântului Imperiu Roman. Aceste aspirații au început conflictul cu Casa de Habsburg, care erau, până atunci, prinți puțin cunoscuți. Reprezentantul lor Rudolf a fost ales ca rege al romanilor. Ottokar al II-lea a luptat cu Rudolf în mai multe războaie. În Bătălia de la Marchfeld (1278), oștile lui Ottokar s-au ciocnit cu armatele imperiale și maghiare. În plus, el a trebuit să facă față trădării nobilimii boeme. A fost ucis în luptă și Habsburgii au dobândit Austria, pe care au condus-o până în secolul al XX-lea.
Fiul său, regele Venceslau al II-lea a ajuns pe tronul ceh în anul 1283. De-a lungul timpului, datorită diplomației sale abile, el a câștigat coroana Poloniei pentru el însuși și coroana Ungariei pentru fiul său. Venceslau al II-lea a format un vast imperiu care se întindea de la Marea Baltică până la Dunăre și a înființat numeroase orașe, cum ar fi Plzeň în 1295. Boemia a devenit o națiune bogată datorită descoperirii unui filon mare de argint în timpul domniei lui Venceslau al II-lea. El a bătut o monedă de argint la Praga, care a fost o importantă monedă europeană timp de câteva secole, și a plănuit să construiască prima universitate din Europa Centrală. Puterea și bogăția Regatului Boemiei a dat naștere unui mare respect, dar și al unei ostilități din partea altor familii regale europene.
Dinastia a început să se prăbușească după moartea prematură a lui Venceslau al II-lea (1305) și asasinarea fiului său, Venceslau al III-lea în 1306, care a dus la sfârșitul dominației lor. Pe latura ei feminină, cu toate acestea, dinastia a continuat, iar în 1355, regele boem Carol al IV-lea, nepotul lui Venceslau al II-lea, a fost încoronat Sfânt Împărat Roman la Roma.

## Conducători legendari
Numele dinastiei, potrivit celor afirmate de cronicarul Cosma în Chronica Boemorum (1119), provine de la fondatorul său legendar, Přemysl, soțul Libušei.
- Přemysl și Libuše
- Nezamysl
- Mnata
- Vojen
- Vnislav
- Křesomysl
- Neklan
- Hostivít

## Ducii Boemiei
Primul conducător Přemyslid atestat din punct de vedere istoric a fost ducele Bořivoj I, botezat în 874 de Sfântul Metodie. În 895, Boemia și-a câștigat independența prin desprinderea din Moravia Mare. Între 1003 și 1004, Boemia a fost controlată de către Boleslav cel Curajos, duce al Poloniei din dinastia Piast, nepotul lui Boleslau I cel Crud.
Ducii Vratislau al II-lea și Vladislau al II-lea au fost încoronați în 1085 și, respectiv, în 1158, ca regi ai Boemiei ca un titlul acordat personal de împăratul Sfântului Imperiu Roman. Titlul, cu toate acestea, nu a fost ereditar.
- Bořivoj I (c.870 – 889)
- Spytihněv I (895 – 915)
- Vratislav I (915 – 921)
- Sfântul Venceslau (Venceslau I, duce al Boemiei) (921 – 935)
- Boleslau cel Crud (935 – 972)
- Boleslau al II-lea cel Pios (972 – 999)
- Boleslau al III-lea cel Roșcat (999 – 1002)
- Vladivoi (1002 – 1003)
- Boleslau al III-lea (1003)
- Jaromír (1004 – 1012)
- Ulrich (1012 – 1033)
- Jaromír (1033 – 1034)
- Ulrich (1034)
- Bretislav I (1035 – 1055)
- Spytihněv al II-lea (1055 – 1061)
- Vratislav al II-lea (1061 – 1092), rege (1085 – 1092) sub numele Vratislav I
- Conrad I de Brno (1092)
- Bretislau al II-lea (1092 – 1100)
- Bořivoj al II-lea (1101 – 1107)
- Chechov (1107 – 1109)
- Vladislav I (1109 – 1117)
- Bořivoi al II-lea (1117 – 1120)
- Vladislav I (1120 – 1125)
- Sobeslav I (1125–1140)
- Vladislav al II-lea (1140 – 1172), rege (1158 – 1172) sub numele Vladislav I
- Frederic (1172 – 1173)
- Sobeslav al II-lea (1173 – 1178)
- Frederic (1178 – 1189)
- Conrad al II-lea Otto (1189 – 1191)
- Venceslau al II-lea (1191 – 1192)
- Ottokar I (1192 – 1193)
- Henric Bretislau (1193 – 1197)
- Vladislav Henric (1197)
- Ottokar I (1197 – 1198)

## Regii Boemiei

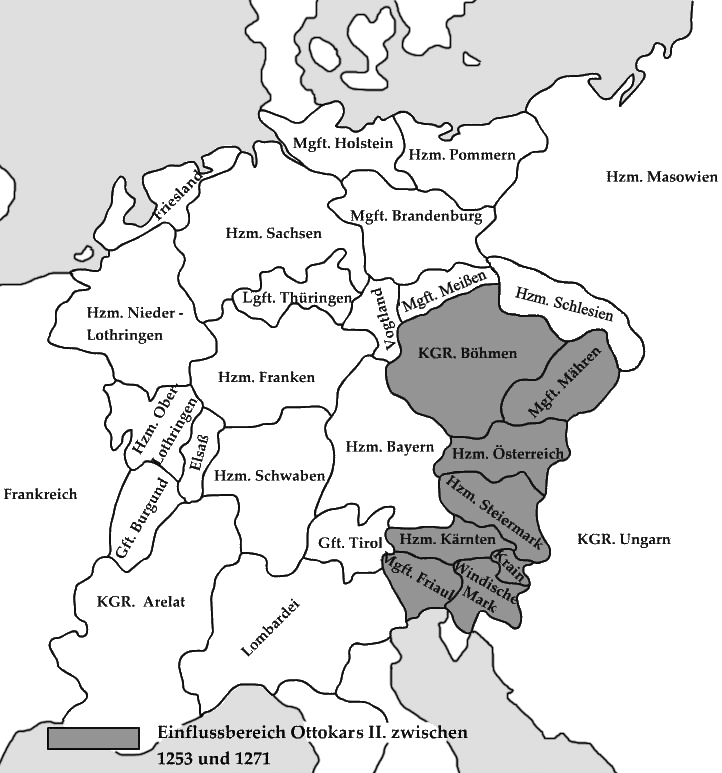
Întinderea maximă a regatului sub Ottokar al II-lea, c. 1276

Boemia a fost singurul principat din Sfântul Imperiu Roman, care a fost ridicat la statutul de regat înainte de Războaiele Napoleoniene. Motivul acestei modificări de statut a fost puterea: de îndată ce conflictele civile din Boemia au fost înăbușite, ducele ceh a devenit principalul aliat al oricărui candidat pentru tronul imperial. Împăratul putea, astfel, utiliza forțele boeme pentru a-i pedepsi pe rebelii care erau vecinii cehilor, efectuând raiduri pe pământurile lor. Acest lucru a fost ilustrat prin numirea, de către împăratul Sfântului Imperiu Roman, Henric al IV-lea, a prințului Vratislau al II-lea al Boemiei ca primul rege al Boemiei, cu numele Vratislau I, în 1085. El a fost ridicat la această poziție proeminentă la scurtă perioadă după ce tatăl său Bretislau a pacificat Boemia, după mai mulți ani de conflict civil. Titlul de rege a fost contestat ori de câte ori începea un conflict intern ceh. Regalitatea a fost stabilită, cu toate acestea, după ce poziția împăratului german a slăbit.
În 1198, ducele Ottokar I a obținut din nou titlul de rege al Boemiei, ca aliat al lui Filip de Suabia. Acest titlu a fost reconfirmat de către Otto IV-lea, împăratul Sfântului Imperiu Roman și, mai târziu, prin Bula de Aur a Siciliei (1212) emisă de Frederick al II-lea, împăratul Sfântului Imperiu Roman.
- Ottokar I (1198 – 1230)
- Venceslau I (1230 – 1253)
- Ottokar al II-lea (1253 – 1278)
- Venceslau al II-lea (1278 – 1305)
- Venceslau al III-lea (1305 – 1306)

## Regii Boemiei, Poloniei și Ungariei, conducători ai Austriei
Regatul Boemiei
     Regatul Poloniei
     Întinderea probabilă a teritoriilor aflate sub controlul lui Venceslau al III-lea în Ungaria
     Vasali

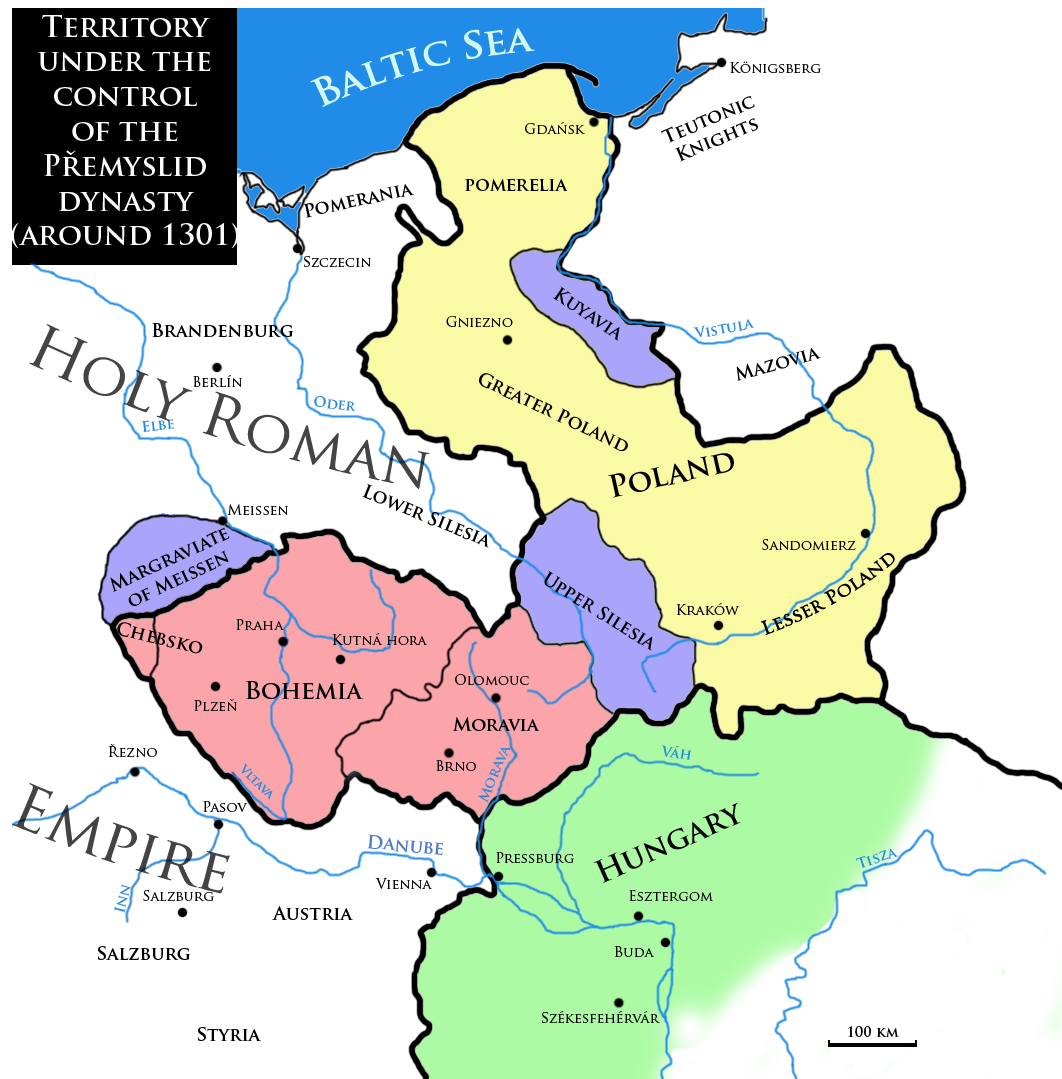
Teritoriul aflat sub controlul Přemyslizilor, c. 1301.:
Regatul Boemiei
Regatul Poloniei
Întinderea probabilă a teritoriilor aflate sub controlul lui Venceslau al III-lea în Ungaria
Vasali

În perioada 1269 – 1276 regele Ottokar al II-lea al Boemiei a fost primul din istorie care a condus teritoriile actuale ale Austriei (cu excepția Tirolului). El a construit, de asemenea, Palatul Hofburg din Viena.
În anul 1300 regele Venceslau al II-lea a fost încoronat rege al Poloniei. Anterior, el a deținut titlul de „Mare Duce al Poloniei (Duce al Cracoviei)” din 1291 și a devenit stăpânul ei după moartea lui Przemysł al II-lea al Poloniei în 1296.
- Venceslau I (1300–1305)
- Venceslau al II-lea (1305–1306), de asemenea, rege al Ungariei (1301 – 1305) ca Ladislau al V-lea

Linia regală s-a încheiat în 1306, cu moartea regelui Venceslau al III-lea. Tronul Boemiei a ajuns la Casa de Luxemburg, iar cel al Poloniei a revenit dinastiei Piast.

## Ducii de Opava, Krnov, Ratibor și Münsterberg
În 1269 Nicolae, fiul bastard al regelui Ottokar al II-lea legitimat de papa Alexandru al IV-lea în 1260, a devenit duce de Opava. În 1337 fiul lui Nicolae al II-lea a moștenit Ducatul de Ratibor. Cei patru fii ai săi au împărțit Ducatul de Opava (Ducatul de Ratibor a fost moștenit numai de fiul cel mai mare, Ioan). Astfel a început împărțirea unei țări odată unite între urmașii lui Nicolae al II-lea. În 1443 Wilhelm, Duce de Opava, a obținut Ducatul de Münsterberg, care a fost deținut de Přemyslizi până în 1456. Această linie opaviană a familiei Přemyslid s-a stins în 1521, cu moartea ducelui Valentin de Ratibor.

## Moștenire
Eforturile teritoriale ale regilor din dinastia Přemyslid (toate aranjate sau sprijinite prin căsătorie) nu au fost făcute fără un scop. Ele au fost predecesoarele eforturilor similare de mai târziu ale Casei de Luxemburg, ale dinastiei Jagiellonilor și în cele din urmă ale Casei de Habsburg. Toate urmăreau să creeze o bază de putere permanentă care să permită conducerea Sfântului Imperiu Roman, fără însă a reuși vreodată să o facă (Luxemburgii, Habsburgii) sau de a domina cel puțin părțile sale cele mai apropiate și de a apăra granița de est a Imperiului de invaziile provenite dinspre est din când în când. Habsburgii au reușit în cele din urmă (1526), dar nu este o mare surpriză că nobilii cehi au consimțit de bună voie să-i accepte ca stăpâni ca o soluție rezonabilă în perioada războaielor cu turcii ce au debutat din timpul lui Sigismund de Luxemburg.

## Arbore genealogic
Arborele genealogic al ducilor și regilor Boemiei din dinastia Premyslid Arhivat în 16 noiembrie 2016, la Wayback Machine.
Bořivoj I și Sfânta Ludmila
- Spytihněv I
- Vratislau I
  - Sfântul Venceslau I
  - Boleslau I cel Crud
    - Boleslau al II-lea cel Pios
      - Boleslav al III-lea cel Roșcat
      - Jaromír Eunucul
      - Venceslau (mort în copilărie)
      - Oldřich
        - Břetislav I Achilles (Duce al Boemiei și Moraviei, anterior Duce al Moraviei - Bretislian)
          - Spytihněv al II-lea
          - Vratislau al II-lea
            - Břetislau al II-lea
            - Iudita a Boemiei, mama lui Boleslav al III-lea al Poloniei
            - Bořivoi al II-lea
            - Vladislav I
              - Vladislav al II-lea
                - Bedřich
                - Ottokar I 
                  - Venceslau I
                    - Ottokar al II-lea de Fier și de Aur
                      - Venceslau al II-lea
                        - Venceslau al III-lea d. 1306 ca ultimul membru pe linie bărbătească al dinastiei regale Přemyslid
                        - Anne a Boemiei (1290–1313)
                        - Elisabeta a Boemiei (1292–1330), ultimul membru al dinastiei regale Přemyslid

                    - Nicolae I de Opavia a început linia ducilor de Opava, ce s-a stins în 1521

                  - Vladislau al II-lea al Moraviei (Ottonian)
                  - Regina Dagmar a Danemarcei, mama lui Valdemar cel Tânăr

                - Vladislav al III-lea Henric

              - Henric
                - Břetislau al III-lea Henric (Henric Bretislav)

            - Soběslau I
              - Soběslau al II-lea Țăranul
              - Venceslau al II-lea

          - Episcopul Jaromír
          - Conrad I de Brno și Znojmo (Conradian)
            - Conrad de Brno (Conradian, anterior duce de Moravia)
            - Litolt de Znojmo (Conradian, anterior duce de Moravia)
              - Oldřich de Brno (Cobradian, duce de Moravia)
              - Conrad de Znojmo (Conradian, anterior duce de Moravia)
                - Conrad al II-lea Ota de Brno și Znojmo (Conradian)

          - Otto de Olomouc
            - Otto al II-lea cel Negru
            - Svatopluk

    - Abatesa Mlada
    - Dobrava, căsătorită cu Mieszko I al Poloniei, strămoși ai dinastiei piaste din Polonia care-l include pe Boleslau al III-lea de mai sus
    - Strachkvas Christian

## Arborele genealogic al Elisabetei de Boemia, a Jagiellonilor și Habsburgilor
- Carol al IV-lea, Sfânt Împărat Roman și rege al Boemiei
  - Venceslau, rege romano-german și rege al Boemiei
  - Sigismund, Sfânt Împărat Roman, rege al Ungariei și Boemiei
    - Elisabeta de Luxemburg, regina Ungariei și Boemiei, soția regelui german Albert al II-lea
      - Ladislau Postumul, rege al Ungariei și Boemiei, arhiduce al Austriei
      - Elisabeta de Austria, regina Poloniei
        - Vladislav al II-lea, rege al Boemiei și Ungariei
          - Ludovic al II-lea, rege al Ungariei și Boemiei
          - Anna a Boemiei și Ungariei soția lui Ferdinand I, împărat romano-german și rege al Ungariei și Boemiei
            - Maximilian al II-lea, împărat romano-german
              - Rudolf al II-lea, împărat romano-german
              - Matia, împărat romano-german

            - Carol al Stiriei, arhiduce al Austriei
              - Ferdinand al II-lea, împărat romano-german
                - Ferdinand al III-lea, împărat romano-german
                  - Ferdinand al IV-lea
                  - Leopold I, împărat romano-german
                    - Iosif I, împărat romano-german
                      - Marie Amalia soția împăratului romano-german Carol al III-lea (Carol Albert de Bavaria)

                    - Carol al II-lea, împărat romano-german
                      - Maria Terezia, regină a Austriei
                        - Iosif al II-lea, împărat romano-german
                        - Leopold al II-lea, împărat romano-german
                          - Francisc I, împărat al Imperiului Austriac
                            - Ferdinand al V-lea, împărat al Imperiului Austriac
                            - Francisc Carol, împărat al Imperiului Austriac
                              - Franz Iosif al II-lea, împărat al Imperiului Austro-Ungar
                              - Maxmilian I al Mexicului, împărat al Mexicului
                              - Carol Ludovic
                                - Franz Ferdinand d'Este
                                - Otto
                                  - Carol al IV-lea
                                    - Otto von Habsburg
                                      - Karl von Habsburg

  - Ioan de Zgorzelec
    - Elisabeta, Ducesă de Luxemburg
- Ioan Henric
  - Împăratul Jost al Moraviei